# ITF Olmütz
Das ITF Olmütz (offiziell: ITS Cup) ist ein Tennisturnier des ITF Women’s Circuit, das in Olmütz ausgetragen wird.

## Siegerliste

### Einzel
| Jahr | Kategorie | Siegerin                | Finalgegnerin          | Ergebnis       |
| ---- | --------- | ----------------------- | ---------------------- | -------------- |
| 2009 | $10.000   | Lucie Kriegsmannová     | Iveta Gerlová          | 6:75, 6:2, 6:2 |
| 2010 | $25.000   | Patricia Mayr           | Julia Mayr             | 6:2, 6:4       |
| 2011 | $50.000   | Nastassja Burnett       | Eva Birnerová          | 6:1, 6:3       |
| 2012 | $100.000  | María Teresa Torró Flor | Alexandra Cadanțu      | 6:2, 6:3       |
| 2013 | $100.000  | Polona Hercog           | Katarzyna Piter        | 6:0, 6:3       |
| 2014 | $50.000   | Petra Cetkovská         | Denisa Allertová       | 3:6, 6:1, 6:4  |
| 2015 | $50.000   | Barbora Krejčíková      | Petra Cetkovská        | 3:6, 6:4, 7:65 |
| 2016 | $50.000   | Jelisaweta Kulitschkowa | Jekaterina Alexandrowa | 4:6, 6:2, 6:1  |
| 2017 | $80.000   | Bernarda Pera           | Kristýna Plíšková      | 7:5, 4:6, 6:3  |
| 2018 | $80.000   | Fiona Ferro             | Karolína Muchová       | 6:4, 6:4       |
| 2019 | W25       | Jesika Malečková        | İpek Soylu             | 6:3, 6:4       |
| 2019 | W15       | Ange Oby Kajuru         | Martina Kudelová       | 6:3, 6:3       |
| 2020 | abgesagt  | abgesagt                | abgesagt               | abgesagt       |
| 2021 | W60       | Sára Bejlek             | Paula Ormaechea        | 6:0, 6:0       |
| 2022 | W60       | Sára Bejlek             | Lina Gjorcheska        | 6:2, 7:60      |
| 2023 | W60       | Darja Semeņistaja       | Lea Bošković           | 6:76, 6:3, 6:1 |

### Doppel
| Jahr | Kategorie | Siegerinnen                                | Finalgegnerinnen                               | Ergebnis          |
| ---- | --------- | ------------------------------------------ | ---------------------------------------------- | ----------------- |
| 2009 | $10.000   | Iveta Gerlová Darina Šeděnková             | Martina Borecká Martina Kubičíková             | 6:4, 6:2          |
| 2010 | $25.000   | Sandra Klemenschits Patricia Mayr          | Iveta Gerlová Lucie Kriegsmannová              | 6:3, 6:1          |
| 2011 | $50.000   | Michaëlla Krajicek Renata Voráčová         | Yuliya Beygelzimer Elena Bogdan                | 7:5, 6:4          |
| 2012 | $100.000  | Inés Ferrer Suárez Richèl Hogenkamp        | Yuliya Beygelzimer Renata Voráčová             | 6:2, 7:64         |
| 2013 | $100.000  | Renata Voráčová Barbora Záhlavová-Strýcová | Martina Borecká Tereza Malíková                | 6:3, 6:4          |
| 2014 | $50.000   | Petra Cetkovská Renata Voráčová            | Barbora Krejčíková Aleksandra Krunić           | 6:2, 4:6, [10:7]  |
| 2015 | $50.000   | Lenka Kunčíková Karolína Stuchlá           | Cindy Burger Kateřina Vaňková                  | 1:6, 6:4, [12:10] |
| 2016 | $50.000   | Ema Burgić Bucko Jasmina Tinjić            | Katharina Lehnert Anastasija Schoschyna        | 7:5, 6:3          |
| 2017 | $80.000   | Amandine Hesse Victoria Rodríguez          | Michaela Hončová Raluca Georgiana Șerban       | 3:6, 6:2, [10:6]  |
| 2018 | $80.000   | Petra Krejsová Jesika Malečková            | Lucie Hradecká Michaëlla Krajicek              | 6:2, 6:1          |
| 2019 | W25       | Anastasia Dețiuc Johana Marková            | Jesika Malečková Chantal Škamlová              | 6:3, 4:6, [11:9]  |
| 2019 | W15       | Klára Hájková Aneta Laboutková             | Pia Lovrič Himari Satō                         | 6:4, 2:6, [10:4]  |
| 2020 | abgesagt  | abgesagt                                   | abgesagt                                       | abgesagt          |
| 2021 | W60       | Jessie Aney Anna Sisková                   | Bárbara Gatica Rebeca Pereira                  | 6:1, 6:0          |
| 2022 | W60       | Giulia Gatto-Monticone Sada Nahimana       | Ilona Georgiana Ghioroaie Oana Georgeta Simion | 6:1, 1:6, [10:5]  |
| 2023 | W60       | Magdaléna Smékalová Tereza Valentová       | Schibek Qulambajewa Darja Semeņistaja          | 6:2, 6:2          |

## Quelle
- ITF Homepage